# Tiếng Valyria
Tiếng Valyria hoặc nhóm ngôn ngữ Valyria là một ngữ hệ hư cấu được sử dụng bởi một số nhân vật trong loạt tiểu thuyết kỳ ảo A Song of Ice and Fire của nhà văn George R. R. Martin và trong loạt phim truyền hình chuyển thể Game of Thrones của tác phẩm.
Trong bộ tiểu thuyết, tiếng Thượng Valyria và các ngôn ngữ hậu duệ của nó thường được các nhân vật đề cập tới, song chúng chưa được Martin phát triển đầy đủ mà mới chỉ dừng lại ở một vài từ vựng nhỏ lẻ. Sau khi tác phẩm được chuyển thể lên màn ảnh, David J. Peterson được nhà đài thuê để hoàn tất tiếng Valyria Thượng, cũng như sáng tác các ngôn ngữ phái sinh như tiếng Astapori và phương ngữ Meereen của tiếng Valyria, dựa trên những đoạn văn được nhắc thoáng qua trong bộ tiểu thuyết. Tiếng Valyria và tiếng Dothraki được nhận xét là "những ngôn ngữ hư cấu thuyết phục nhất kể từ tiếng Elves" (một ngôn ngữ do văn hào J. R. R. Tolkien sáng tác).

## Sáng tác

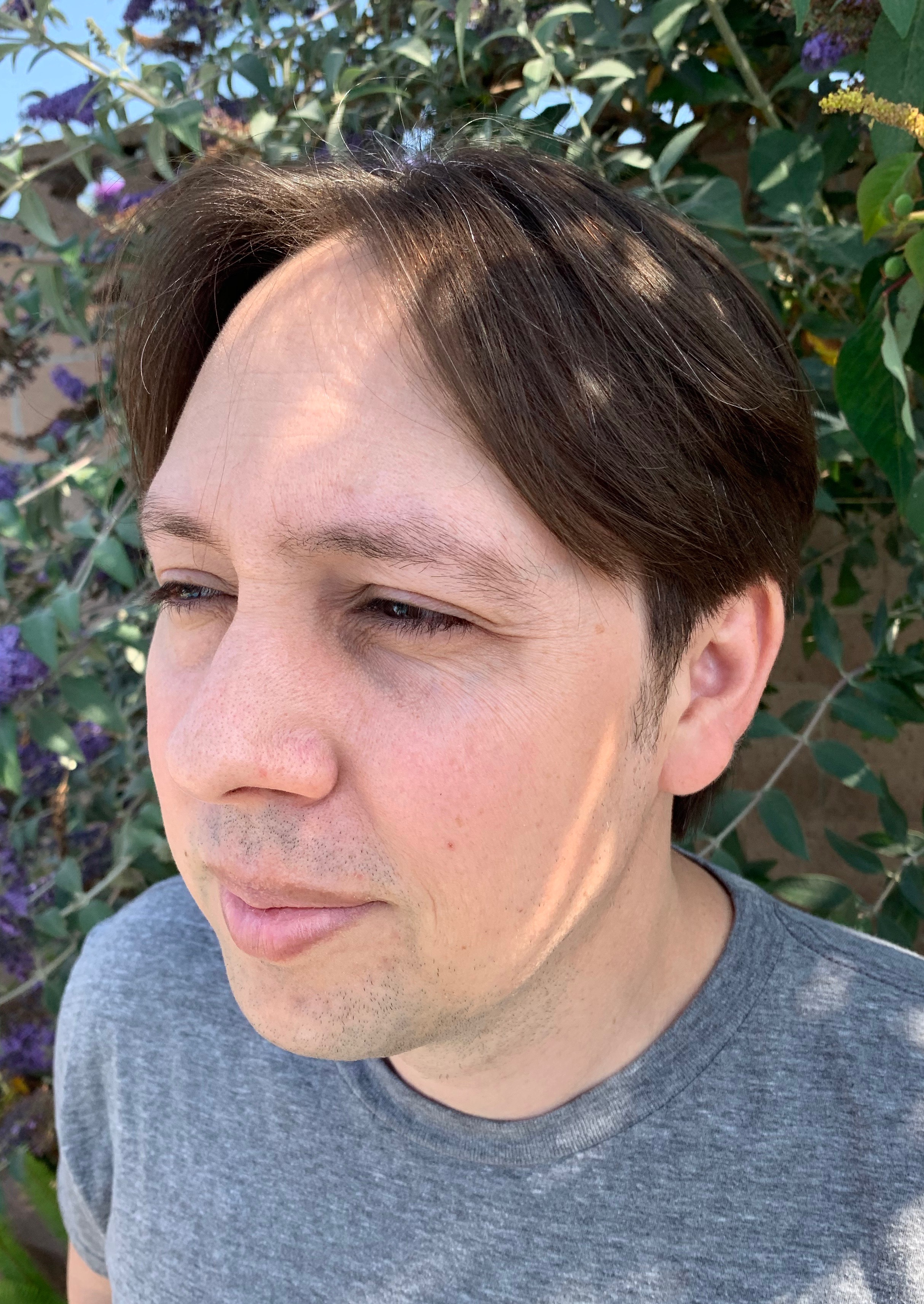
David J. Peterson, nhà sáng tác và phát triển ngôn ngữ Valyria cho chương trình Game of Thrones

Để tạo ra các thứ tiếng Dothraki và Valyria được sử dụng trên phim Game of Thrones, HBO đã tuyển chọn nghệ sĩ David J. Peterson sau khi anh vượt qua được vòng khảo sát. Các nhà sản xuất ủy quyền tự do sáng tạo cho Peterson bởi vì, theo như chia sẻ của Peterson, bản thân tác giả của bộ tiểu thuyết George R. R. Martin không quan tâm mấy đến khía cạnh ngôn ngữ trong thế giới hư cấu mà ông tạo ra. Tiếng Valyria chỉ được nhắc đến sơ sơ xuyên suốt mạch truyện, chỉ bao gồm một số từ ngữ và tục ngữ lẻ loi, chẳng hạn valar morghulis ("tất cả đàn ông ắt phải chết"), valar dohaeris ("tất cả đàn ông ắt phải phụng sự") và dracarys ("lửa rồng"). Trong phần sách mới nhất mang tên The Winds of Winter, Peterson đã cung cấp cho Martin một số bản dịch tiếng Valyria bổ sung.

## Tiếng Thượng Valyria
"Ta là Daenerys Stormborn của Gia tộc Targaryen, mang dòng máu Valyria Cổ. Tiếng Valyria là tiếng mẹ đẻ của ta."
— Daenerys Targaryen nói tiếng Valyria Thượng trong tập 4, mùa 3, của Game of Thrones.
Trong thế giới hư cấu của A Song of Ice and Fire, tiếng Thượng Valyria chiếm lĩnh một vị trí văn hóa tương tự như tiếng Latinh cổ điển ở châu Âu thời trung cổ. Trong loạt tiểu thuyết, nó không còn được sử dụng như một ngôn ngữ giao tiếp thường nhật, mà thay vào đó được coi là một ngôn ngữ tri thức của giới quý tộc ở đại lục Essos và Westeros, với nhiều tác phẩm văn học và thơ ca được sáng tác bằng tiếng Valyria.

### Ngữ âm
|          | Môi       | Môi       | Răng      | Răng      | Chân răng | Chân răng | Ngạc cứng      | Ngạc cứng      | Ngạc mềm  | Ngạc mềm   | Lưỡi gà    | Lưỡi gà    | Thanh hầu | Thanh hầu |
| -------- | --------- | --------- | --------- | --------- | --------- | --------- | -------------- | -------------- | --------- | ---------- | ---------- | ---------- | --------- | --------- |
| Mũi      | m ⟨m⟩     | m ⟨m⟩     |           |           | n ⟨n⟩     | n ⟨n⟩     | ɲ ⟨ñ⟩          | ɲ ⟨ñ⟩          |           |            |            |            |           |           |
| Bật      | p ⟨p⟩     | b ⟨b⟩     |           |           | t ⟨t⟩     | d ⟨d⟩     | dʒ ~ ʒ ~ j ⟨j⟩ | dʒ ~ ʒ ~ j ⟨j⟩ | k ⟨k⟩     | ɡ ⟨g⟩      | q ⟨q⟩      | q ⟨q⟩      |           |           |
| Xát      | v ~ w ⟨v⟩ | v ~ w ⟨v⟩ | (θ ⟨th⟩)a | (θ ⟨th⟩)a | s ⟨s⟩     | z ⟨z⟩     | dʒ ~ ʒ ~ j ⟨j⟩ | dʒ ~ ʒ ~ j ⟨j⟩ | (x ⟨kh⟩)a | ɣ ~ ʁ ⟨gh⟩ | ɣ ~ ʁ ⟨gh⟩ | ɣ ~ ʁ ⟨gh⟩ | h ⟨h⟩     | h ⟨h⟩     |
| Tiếp cận | v ~ w ⟨v⟩ | v ~ w ⟨v⟩ |           |           |           |           | dʒ ~ ʒ ~ j ⟨j⟩ | dʒ ~ ʒ ~ j ⟨j⟩ |           |            |            |            |           |           |
| Rung     |           |           |           |           | r̥ ⟨rh⟩    | r ⟨r⟩     |                |                |           |            |            |            |           |           |
| Bên      |           |           |           |           | l ⟨l⟩     | l ⟨l⟩     | ʎ ⟨lj⟩         | ʎ ⟨lj⟩         |           |            |            |            |           |           |

Chú ý:
a. ⟨th⟩ và ⟨kh⟩ là những phụ âm ngoại lai, chỉ xuất hiện trong các từ mượn, chẳng hạn như từ arakh mượn của tiếng Dothraki.
|            |      | Trước  | Trước  | Giữa   | Sau    |
| ---------- | ---- | ------ | ------ | ------ | ------ |
| Đóng / Cao | ngắn | i ⟨i⟩  | y ⟨y⟩  |        | u ⟨u⟩  |
| Đóng / Cao | dài  | iː ⟨ī⟩ | yː ⟨ȳ⟩ |        | uː ⟨ū⟩ |
| Vừa        | ngắn | e ⟨e⟩  | e ⟨e⟩  |        | o ⟨o⟩  |
| Vừa        | dài  | eː ⟨ē⟩ | eː ⟨ē⟩ |        | oː ⟨ō⟩ |
| Mở / Thấp  | ngắn |        |        | a ⟨a⟩  | a ⟨a⟩  |
| Mở / Thấp  | dài  |        |        | aː ⟨ā⟩ | aː ⟨ā⟩ |

### Ngữ pháp

#### Danh từ
Có tổng cộng 4 số ngữ pháp trong tiếng Thượng Valyria, bao gồm: số đơn (singular), số nhiều (plural), số ít (paucal) và số tập thể (collective). Dưới đây là ví dụ:
vala
NOM.SG
"một người đàn ông"
vali
NOM.PL
"những người đàn ông"
valun
NOM.PAU
"vài người đàn ông"
valar
NOM.COL
"tất cả đàn ông"
Dạng tập thể có thể được thay đổi theo số lượng thành một danh từ biến cách mới, chẳng hạn:
azantys
NOM.SG
"hiệp sĩ, người lính"
→
azantyr
NOM.COL
"đội quân"
azantyr
NOM.SG
"đội quân"
→
azantyri
NOM.PL
"những đội quân"
Tiếng Thượng Valyria có tổng cộng 8 cách ngữ pháp — danh cách, đối cách, sinh cách, tặng cách, cách vị trí, cách công cụ, cách liên đới và hô cách — song cách công cụ và vị trí không phân biệt trong mọi dạng biến cách, ngoài ra sinh cách, tặng cách và cách vị trí thường bất phân biệt ở dạng số nhiều. Cả tiền giới từ và hậu giới từ đều được vận dụng để tạo thành các cách khác; ví dụ, ly cách được tạo thành bằng sự kết hợp của tiền giới từ hen + cách vị trí (chẳng hạn, hen lentot, "từ một ngôi nhà") còn cách hướng trên được tạo thành bằng sự kết hợp sinh cách + hậu giới từ bē (chẳng hạn, lento bē, "trên một ngôi nhà") .
Tiếng Thượng Valyria có tổng cộng 4 giống ngữ pháp, không liên quan đến giới tính theo nghĩa sinh học. Chúng lần lượt là:
hūrenkon qogror—"lớp nguyệt",
vēzenkon qogror—"lớp nhật",
tegōñor qogror—"lớp địa",
embōñor qogror—"lớp thủy".
Các danh từ chuyển động và không đếm được thường thuộc vào lớp nguyệt hoặc nhật, và số khác ra thì thường thuộc một trong hai lớp còn lại. Tên của các giống bắt nguồn từ bản thân danh từ, tức những từ vị mẫu của mỗi giống. Peterson mô tả hệ thống giống của tiếng Valyria là đặc điểm tự tại vốn dĩ đã có, song nó vẫn dễ có thể suy đoán được từ âm vị hơn là giống ngữ pháp của tiếng Pháp, và anh cũng đã lấy chút cảm hứng từ các lớp danh từ của tiếng Bantu. Do âm vị tương quan với giống, nhiều từ chỉ con người trong tiếng Thượng Valyria(thường kết thúc với âm -a hoặc -ys) thuộc lớp nguyệt và nhật; nhiều loại thực phẩm và thực vật (thường kết thúc với âm -on) thuộc lớp địa.

## Tiếng Valyria Lai
Trong thế giới hư cấu của bộ tiểu thuyết và loạt phim truyền hình, cư dân tại chín thành bang tự do của Essos nói các biến thể địa phương hậu duệ của tiếng Valyria Cổ, được gọi chung là tiếng Hạ Valyria (low Valyria) hay tiếng Valyria Lai (Bastard Valyrian). Tyrion Lannister trong cuốn A Dance with Dragons mô tả chúng như sau: "không còn mấy vẻ phương ngữ nữa bởi chín phương ngữ đang trở thành những thứ tiếng riêng biệt".
Peterson ví mối quan hệ giữa tiếng Thượng Valyria và tiếng Valyria Lai tương tự mối quan hệ giữa tiếng Latinh Cổ điển và nhóm ngôn ngữ Rôman diễn tiến từ tiếng Latinh thông tục, hoặc chính xác hơn là giữa tiếng Ả Rập Cổ điển và các loại tiếng Ả Rập hiện đại. Theo đó, người nói tiếng Thượng Valyria có thể thông hiểu một chút các ngôn ngữ Essos, nhưng không hoàn toàn.

### Các phương ngữ tại Vịnh Nô Lệ
Các thành bang tại Vịnh Nô Lệ trước kia từng nằm dưới sự cai trị của Đế chế Ghiscari hùng mạnh, trước khi bị thôn tính bởi Đế chế Valyria. Do lịch sử tiếp xúc văn hóa đó, cư dân nơi đây nói các ngôn ngữ bắt nguồn từ tiếng Thượng Valyria nhưng trộn lẫn thêm cơ tầng từ vựng của các thổ ngữ Ghiscari. Peterson chia sẻ "nếu [một từ] tự nhiên có âm 'j' ở chỗ nào đó, thì rất có thể nó mang gốc gác Ghiscari."

#### Tiếng Valyria Astapor
"Và điều này là bởi ta thích đường cong cặp mông của ả ta."
— Chủ nô nói tiếng Valyria Astapor, Game of Thrones, mùa 3, tập 3
Ngôn ngữ Valyria hậu duệ đầu tiên được giới thiệu trong bộ truyện là tiếng Valyria Astapor, thổ ngữ của thành Astapor tại Vịnh Nô Lệ. Trên loạt phim truyền hình, nó xuất hiện trong tập đầu tiên của mùa thứ ba "Valar Dohaeris". Peterson tạo ra một cuộc đối thoại tiếng Astapori bằng cách trước hết viết văn bản bằng tiếng Valyria, sau đó áp dụng một loạt các thay đổi ngữ pháp và ngữ âm có hệ thống nhằm mô phỏng những biến đổi của ngôn ngữ tự nhiên qua một khoảng thời gian dài.
Ví dụ, tiếng Astapor đã mất tất cả các nguyên âm dài và hầu hết các nguyên âm đôi. Các âm [b, d, g] đã biến thành [v, ð, ɣ], và các âm [p, t, k] đã biến thành [b, d, g]. Do đó, tên của quân đoàn "Unsullied" được đọc là Dovaogēdy [do.vao.ˈɡeː.dy] theo tiếng Thượng Valyria, nhưng phải được đọc là Dovoghedhy [do.vo.ˈɣe.ði] theo tiếng Astapor.
Ngoài ra, hệ thống cách ngữ pháp của tiếng Thượng Valyria đã tiêu biến trong quá trình phát triển thành tiếng Astapor, vì vậy thứ tự từ thường xuất hiện là chủ-động-tân (SVO). Hệ thống bốn giống ngữ pháp của tiếng Thượng Valyria giảm xuống còn hai giống trong tiếng Astapor, với ba mạo từ xác định: ji [ˈʒi] (số ít + hoạt động, bắt nguồn từ tiếng Thượng Valyria ziry [ˈzi.ry] "anh ấy/cô ấy (dạng đối cách)"), vi [ˈvi] (số ít + bất hoạt động, bắt nguồn từ tiếng Valyria Thượng ūī [ˈuː.iː] "nó (dạng đối cách)"), và po [ˈpo] (số nhiều, bắt nguồn từ tiếng Thượng Valyria pōnte [ˈpoːn.te] "họ (dạng đối cách)"). Hơn nữa còn có một mạo từ bất định, me [ˈme], bắt nguồn từ tiếng Thượng Valyria mēre [ˈmeː.re] ("một"). Trọng âm của một từ rất khó đoán trong tiếng Thượng Valyria, còn các câu mệnh lệnh luôn được nhấn trọng âm ở cuối (ví dụ: ivetrá).

#### Tiếng Valyria Meereen
"Ngài muốn uống rượu với những kẻ này sao? Những kẻ đã giằng chúng tôi khỏi vòng tay mẹ và bán đấu giá chúng tôi như thể những con bò?"
— Grey Worm nói tiếng Valyria Meereen, Game of Thrones, mùa 6, tập 4.